# Cornalin
Cet article concerne le cornalin du Valais. Pour le cornalin d'Aoste, voir humagne rouge.
Le cornalin N est un cépage noir de cuve, parmi les plus anciens cépages autochtones qui aient été plantés en Valais (Suisse). C'est le premier cépage mentionné dans un document valaisan, dans le Registre d'Anniviers, en date du 20 janvier 1313 . Longtemps apprécié pour ses supposées vertus médicinales, ce cépage a connu un net déclin au début du XXe siècle, au point de frôler la disparition. Il a toutefois été redécouvert et remis en valeur à partir des années 1970, dans le cadre d’un renouveau de l’intérêt pour les cépages autochtones.

## Description
Il était autrefois appelé « rouge du pays ». On l'appelle aussi « cornalin du Valais », par opposition à son descendant génétique le cornalin d'Aoste.
C'est un cépage de 3e époque, il lui faut du temps pour mûrir parfaitement. Le moût est moyennement sucré et acide.

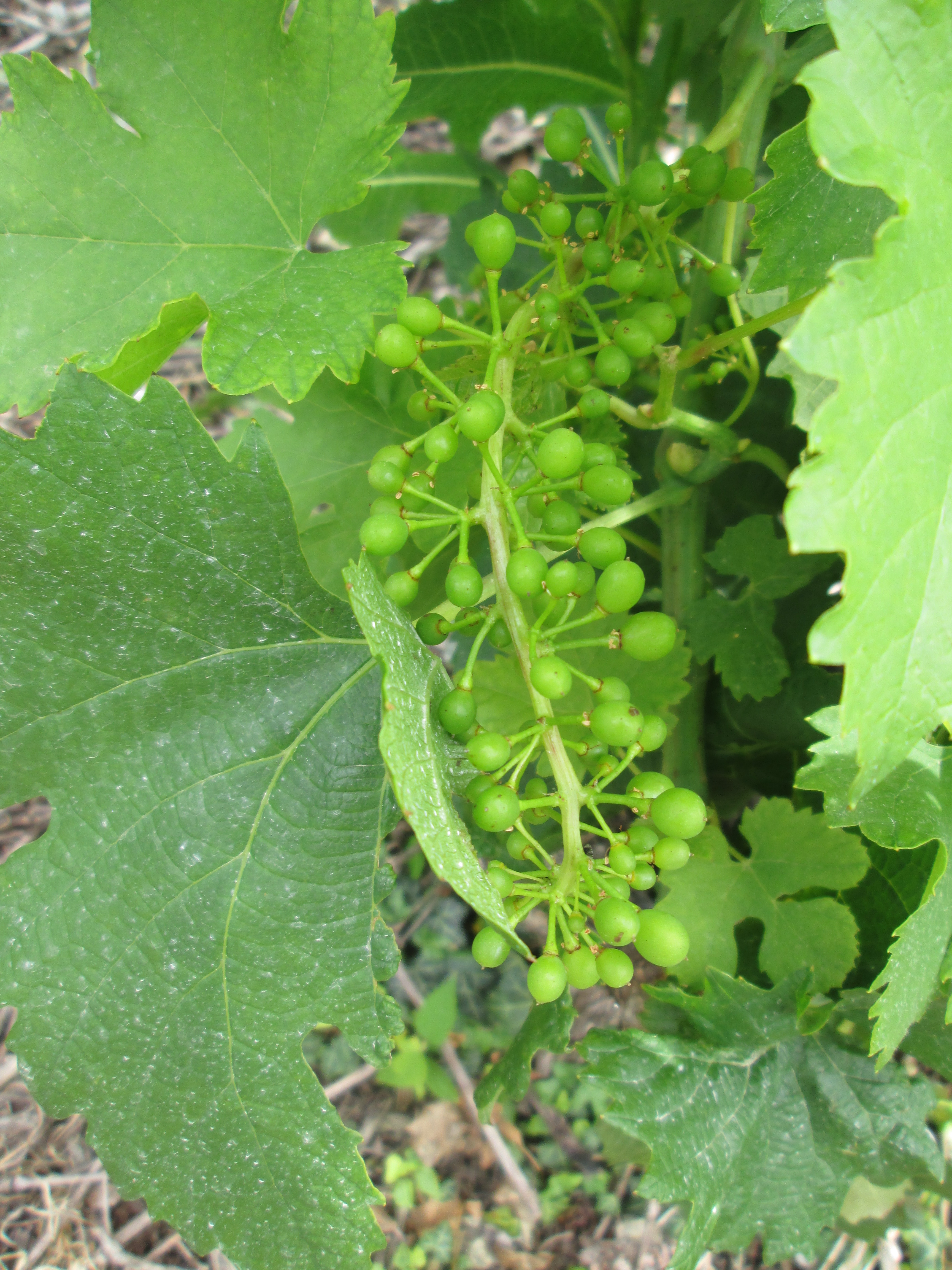
Grappe de cornalin non mature.
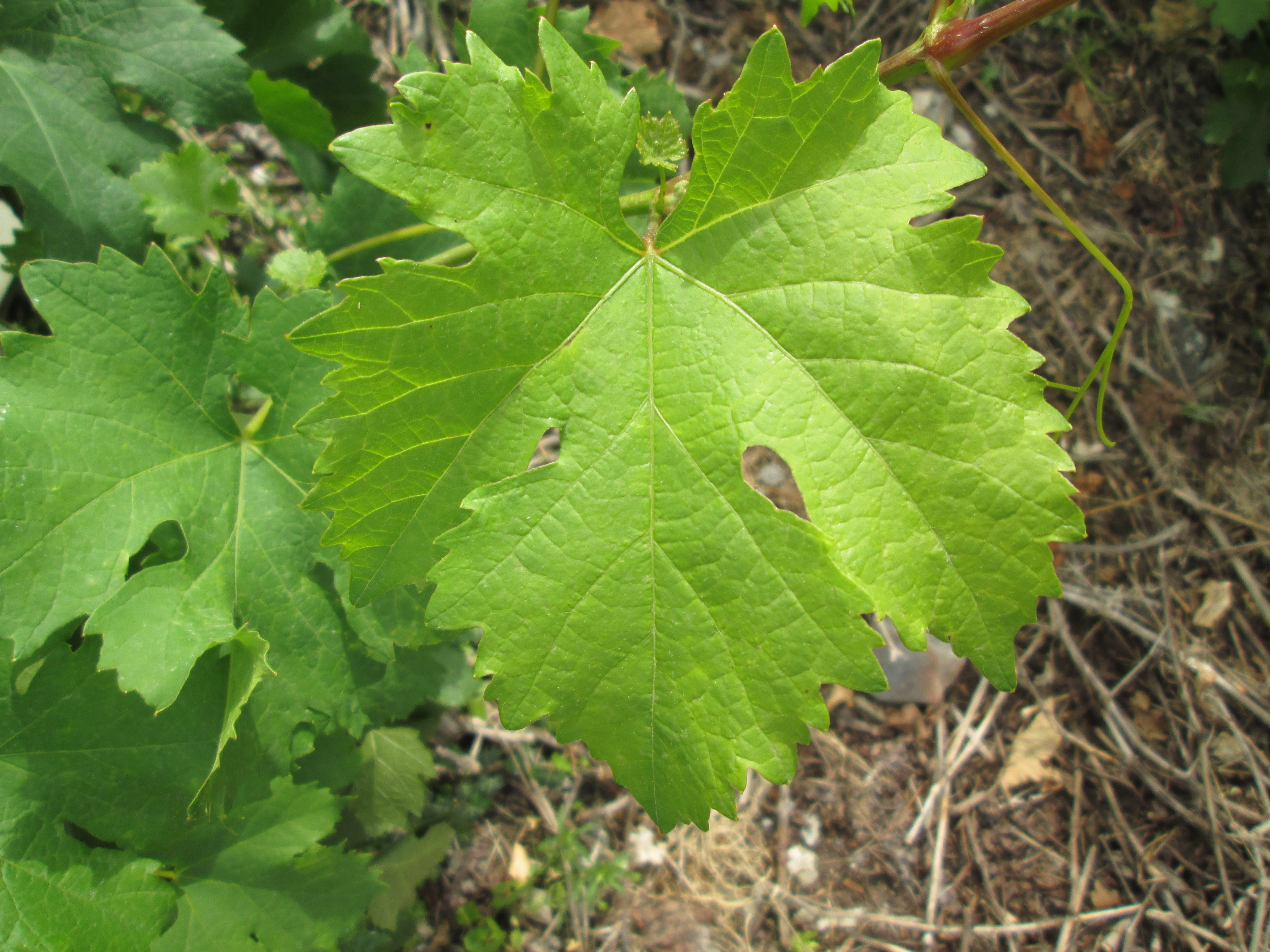
Feuille de cornalin.